# Mengersgereuth-Hämmern
Mengersgereuth-Hämmern was een gemeente in de Duitse deelstaat Thüringen, die op 1 januari samen met Effelder-Rauenstein fuseerde tot de nieuwe gemeente Frankenblick.

## Indeling
De gemeente Mengersgereuth-Hämmern bestond uit vier ortsteilen:
- Forschengereuth (in het zuidoosten)
- Hämmern (in het noorden)
- Mengersgereuth (in het midden)
- Schichtshöhn (in het zuidwesten)